# Нора-Євгенія Гомрінґер
Но́ра-Євге́нія Го́мрінґер (нім. Nora-Eugenie Gomringer; нар. 26 січня 1980) — німецька та швейцарська поетеса та письменниця. Володарка низки нагород, зокрема Literaturpreis des Kulturkreises der deutschen Wirtschaft 2013 року, Ingeborg-Bachmann-Preis 2015 року та медалі Карла Цукмаєра землі Рейнланд-Пфальц.
Мешкає в Бамберзі, де керує Міжнародною мистецькою резиденцією «Вілла Конкордія», культурним закладом, який 2010 року заснувала федеральна земля Баварія. Її переважно ліричні твори з'являються під ім'ям Нора Гомрінґер у видавництві Voland & Quist. «Голови Гідри», збірка її творів, яку англійською мовою переклала Енні Резерфорд, вийшла 2018 року у видавництві Burning Eye Books.

## Життя
Батьки Гомрінґер — Нортруд Гомрінґер та швейцарський поет-конкретист, Ойген Гомрінґер. Вона народилася в Нойнкірхені, Саар, і є їхньою єдиною дочкою та сестрою семи зведених братів. Виросла у Вурліці (Регау) та 1996 року переїхала до Бамберга.
1998 року отримала американський атестат про повну середню освіту в Літіці, штат Пенсільванія, а 2000 року закінчила гімназію Франца Людвіга в Бамберзі. Гомрінґер продовжила вивчати англістику, германістику та історію мистецтв в Університеті Отто-Фрідріха, який закінчила 2006 року. Проходила стажування в Інституті Лео Бека в Нью-Йорку (2001 та 2004) та в архіві Академії кінематографічних мистецтв і наук у Лос-Анджелесі (2000). У квітні 2010 року Гомрінґер стала директоркою Міжнародної мистецької резиденції «Вілла Конкордія» у Бамберзі.

## Поезія
Перша збірка поезій Гомрінґер вийшла 2000 року. На основі цієї самостійно виданої збірки, видавництво Grupello Düsseldorf видало 2002 року збірку «hyphenatio». З 2006 року її книги публікує незалежне видавництво Voland & Quist. Її доробок охоплює понад десять збірок поезії та дві книжки есеїв. Найновіша збірка — Gottesanbieterin, вийшла 2020 року.
Вона часто співпрацює з музикантами та візуальними митцями. Художник Раймер Ліммер проілюстрував три збірки, що становлять її «Трилогію поверхонь та невидимостей». Серед її музичних партнерів: Гюнтер Бебі Зоммер, Франц Трегер, Скретч Ді, Міхаель Штауффер, ансамбль Word Class і ді-джей Керміт. Найчастіше вона виступає з барабанщиком Філіпом Шольцом.
Її поезія виходила англійською мовою у перекладах Енні Резерфорд, зібраних у збірці «Голови Гідри» (Burning Eye Books, 2018). Її збірки поезії також перекладено шведською (перекладачка: Сесілія Ганссон), французькою (перекладач: Вінсент Баррас), білоруською (перекладачка: Ольга Гапєєва) та іспанською (Пабло Жофре) мовами. Окремі тексти та невеликі цикли були перекладені норвезькою, іспанською, американською англійською, лецебургською, голландською, бретонською та перською мовами.

## Опера, відео та звук
2013 року Нора Гомрінґер написала лібрето для оперного проєкту «Три хвилини польоту» (музика Хельги Погатчар, режисер Петер Шеллінг), прем'єра якого відбулася у Базелі. Її творчість часто супроводжується невеликими кіно- та відеопроєктами, зокрема кількома фільмами-віршами Сінді Шмідт. Кілька її поетичних книжок вийшли з аудіо компакт-дисками.

## Співпраця з ансамблем Word Class
Приблизно з 2010 року ансамбль a cappella Word Class працює з її текстами та використовує їх для постановок та активної організації майстер-класів. З 2011 року п'ятеро співаків працювали з Норою Гомрінґер разом на сцені та виконували повну програму. 2012 року програму «Нора Гомрінґер зустрічає ансамбль Вортарт» запросили на 50-річчя Гете-Інституту в Торонто. Далі відбувся тур по США та Канаді, а потім тур по Німеччині, і 2013 року як підсумок цієї співпраці вийшов альбом.

## Поетичний слем
У 2001—2006 роках Нора Гомрінґер була активною учасницею німецьких поетичних слемів, зокрема Бамберзького поетичного слем-фестивалю, який вона заснувала 2001 року разом зі Штефанкаєм Шпорляйном та Кітом Кеннетцом. Упродовж кількох років Poetry Slam мав постійне місце проведення в Morph Club, Бамберг, і ним керував лауреат премій, слемер та письменник Крістіан Ріттер.

## Нагороди
- 2012: Joachim Ringelnatz Prize (de)
- 2013: Literaturpreis des Kulturkreises der deutschen Wirtschaft[9]
- 2013: August-Graf-von-Platen-Lyrikpreis
- 2014: Otto-Grau-Kulturpreis (de)
- 2015: Ingeborg-Bachmann-Preis[10]
- 2021: Медаль Карла Цукмаєра[11]

## Твори

### Англійською мовою
- Голови Гідри, переклад. Енні Резерфорд. Burning Eye Books, 2018, ISBN 978-1-911570-44-8

### Німецькою мовою
- Gedichte. 2000 рік
- Silbentrennung: Gedichte, Grupello-Verlag, 2002, ISBN 978-3-933749-78-9
- Sag doch mal was zur Nach. Книга з компакт-диском. Voland & Quist, Дрезден/Лейпциг 2006, ISBN 3-938424-13-3
- Klimaforschung. Книга з компакт-диском. Voland & Quist, Дрезден/Лейпциг 2008, ISBN 978-3-938424-32-2
- Nachrichten aus der Luft. Voland & Quist, Дрезден/Лейпциг 2010, ISBN 978-3-938424-53-7
- Ich werde etwas mit der Sprache machen. Voland & Quist, Дрезден/Лейпциг 2011, ISBN 978-3-86391-003-7
- Mein Gedicht fragt nicht lange. Книга з компакт-диском. Voland & Quist, Дрезден/Лейпциг 2011, ISBN 978-3-86391-004-4
- Monster Poems. З ілюстраціями Реймара Ліммера. Книга з компакт-диском. Voland & Quist, Дрезден/Лейпциг 2013, ISBN 978-3-86391-028-0
- Morbus. З ілюстраціями Реймара Ліммера. Книга з компакт-диском. Voland & Quist, Дрезден / Лейпциг 2015, ISBN 978-3-863910-97-6
- Mein Gedicht fragt nicht longe reloaded. Книга з компакт-диском. Voland & Quist, Дрезден / Лейпциг 2015, ISBN 978-3-86391-108-9
- achduje. Der gesunde Menschenversand, Люцерн 2015, ISBN 978-3-03853-013-8
- Ich bin doch nicht hier, um Sie zu amüsieren. Voland & Quist, Дрезден / Лейпциг 2015, ISBN 978-3-86391-115-7.
- Moden. З ілюстраціями Реймара Ліммера. Книга з компакт-диском. Voland & Quist, Дрезден / Лейпциг 2017, ISBN 978-3-863911-69-0
- Gottesanbieterin. Voland & Quist, Берлін / Дрезден, 2020, ISBN 978-3-863912-50-5